# Сіненка
Сіненка (рос. Синенка) — присілок Бокситогорського району Ленінградської області Росії. Входить до складу Великодвірського сільського поселення.
Населення — 7 осіб (2012 рік). 